# Pelochyta semivitrea
Pelochyta semivitrea är en fjärilsart som beskrevs av Paul Dognin 1907. Pelochyta semivitrea ingår i släktet Pelochyta och familjen björnspinnare. Inga underarter finns listade i Catalogue of Life.